# Soleil (album)
Pour les articles homonymes, voir Soleil (homonymie).
Albums de Françoise Hardy
Françoise
(1970) La Question
(1971)
Soleil est le dixième album, édité en France et à l'étranger, de la chanteuse Françoise Hardy. L’édition originale est parue en France à la mi-octobre 1970. Sans titre distinctif à l'origine, cet album fut identifié par celui de son principal succès à partir de sa réédition en disque compact en 1995.  

## Contexte commercial
Tout au long des années soixante, le marché du disque était basé en priorité sur la vente de super 45 tours. Le contenu de ceux-ci était ensuite recyclé pour constituer des albums 33 tours, qui n’étaient de fait, et en grande partie, que des compilations de chansons déjà éditées. Pour inciter à les acheter, une ou deux chansons inédites étaient parfois ajoutées.

À la longue, la plupart des clients préférèrent attendre la sortie de l’album.

Vers 1968 – 1969, une nouvelle stratégie commerciale des maisons de disques se met en place : les super 45 tours (4 titres) sont progressivement supplantés par des singles (45 tours 2 titres) aux pochettes moins luxueuses. Ils sont désormais destinés à promouvoir la sortie prochaine d’un album : une chanson, susceptible d’en être la « locomotive », est simultanément diffusée sur les ondes et mise en vente sur single.

Après la parution de l’album sur microsillon 33 tours, d’autres titres potentiellement forts, font aussi l’objet d’une sortie en face A des singles ; la face B ayant souvent un titre moins attrayant. Ainsi, l’élaboration en studio d’un album devient une réelle œuvre originale.

## Mise en perspective de l’album
Plus que ne l’avait fait la sortie de la compilation intitulée Françoise, ce dixième opus de Françoise Hardy concrétise son nouveau départ avec le label Sonopresse. Il a été précédé par la sortie d’un single Soleil en mars, suivi en juin par un super 45 tours (le dernier), où l’une des quatre chansons, Le Crabe, a obtenu un certain succès radiophonique. La locomotive de l’album sera Point sorti en single avec le 33t .

Comme de coutume, il contient 12 titres :
- Trois chansons écrites et composées par Françoise Hardy :

– Point
– Un petit sourire, un petit mot
– Tu ressembles à tous ceux qui ont eu du chagrin
- Trois chansons écrites et composées par d’autres :

– Effeuille-moi le cœur, de Bernard Ilous et Johnny Rech
– Le Crabe, d'Étienne Roda-Gil et Bernard Estardy
– Dame souris trotte, Hughes de Courson et Normando Marquès
- Trois adaptations écrites par Françoise Hardy :

– Fleur de lune, de Micky Jones et Tommy Brown
– Mon monde n’est pas vrai, de Vicki Wickham et Simon Napier-Bell
– Soleil, de Tash Howard et Sandy Alpert
- Deux adaptations écrite par Hughes de Courson et Patrick Modiano :

– San Salvador, sur la célèbre musique utilisée par René Clément, pour son film, Jeux Interdits.
– Je fais des puzzles, de Micky Jones et Tommy Brown
- Une adaptation écrites par Pierre Delanoë :

– L’Ombre, de Micky Jones et Tommy Brown

## Édition originale
France, mi-octobre 1970 : disque microsillon 33 tours/30 cm., production Hypopotam/Sonopresse (HY 39.902).
- Pochette ouvrante avec portfolio de 4 pages.
- Photographies réalisées par Jean-Marie Périer.
- Montages photographiques du recto et du verso, réalisés par Bob Elia[2].

### Liste des chansons
Les 12 chansons qui composent le disque ont été enregistrées en stéréophonie. Ingénieur du son : Bernard Estardy.
| 1. | Point                                           | Françoise Hardy                      | Françoise Hardy     | Tommy Brown et Micky Jones | 2:45 |
| 2. | San Salvador (Titre original : Romance anonyme) | Hughes de Courson et Patrick Modiano | compositeur inconnu | Jean-Pierre Sabar          | 2:16 |
| 3. | Fleur de Lune (Titre original : Song of Winter) | Micky Jones                          | Tommy Brown         | Jean-Pierre Sabar          | 3:02 |
| 4. | Effeuille-moi le cœur                           | Bernard Ilous                        | Johnny Rech         | Saint-Preux                | 2:04 |
| 5. | Un petit sourire, un petit mot                  | Françoise Hardy                      | Françoise Hardy     | Jean-Pierre Sabar          | 2:45 |
| 6. | Le Crabe                                        | Étienne Roda-Gil                     | Bernard Estardy     | Bernard Estardy            | 2:45 |

| 1. | Mon monde n’est pas vrai (Titre original : Never Learn To Cry) | Vicki Wickham     | Simon Napier-Bell           | Simon Napier-Bell   | 2:45 |
| 2. | Tu ressembles à tous ceux qui ont eu du chagrin                | Françoise Hardy   | Françoise Hardy             | Jean-Pierre Sabar   | 1:59 |
| 3. | L’Ombre (Titre original : Strange Shadows)                     | Micky Jones       | Tommy Brown                 | Jean-Pierre Sabar   | 2:10 |
| 4. | Soleil (Titre original : Sunshine)                             | Tash Howard       | Sandy Alpert                | Saint-Preux         | 3:40 |
| 5. | Je fais des Puzzles (Titre original : Magic Horse)             | Micky Jones       | Tommy Brown                 | Jean-Pierre Sabar   | 2:50 |
| 6. | Dame souris trotte                                             | Hughes de Courson | Normando Marquès dos Santos | Jean-Claude Vannier | 1:35 |

## Discographie liée à l’album
- SP (Single Playing) = Microsillon 45 tours 2 titres.
- EP (Extended Playing) = Microsillon 45 tours 4 titres, ou super 45 tours.
- LP (Long Playing) = Microsillon 33 tours/30 cm.
- CD (Compact Disc) = Disque compact.

### Éditions françaises de 45 tours
Nota bene : Auteur et compositeur sont crédités pour le titre ne figurant pas sur l’album.
- Juin 1970 : EP, Production Hypopotam/Sonopresse (HY 1.101),

1. Le Crabe (Étienne Roda-Gil / Bernard Estardy).
2. Tu ressembles à tous ceux qui ont eu du chagrin (F. Hardy).
3. Assiette niet (Jean-Noël Dupré / Mireille).
4. Un petit sourire, un petit mot (F. Hardy).

- Mars 1970 : SP, Production Hypopotam/Sonopresse (HY 45.901)

1. Soleil (Sunshine), (F. Hardy, adaptation du texte de Tash Howard / Sandy Alpert).
2. Je fais des puzzles (Magic Horse), (Patrick Modiano et Hughes de Courson, adaptation du texte de Mick Jones et Tommy Brown / Mick Jones et Tommy Brown).

- Octobre 1970 : SP, Production Hypopotam/Sonopresse (HY 45.906)

1. Dame souris trotte (Hughes de Courson / Normando Marques dos Santos).
2. Point (F. Hardy).

### Rééditions françaises de l’album
- 1995 : CD (digipack), Soleil, Kundalini/Virgin (7243 8 40505 2 8).

- 1995 : CD (jewelcase), Soleil, Kundalini/Virgin (7243 8 40640 2 0).

- 2000 : CD (digipack), Soleil, Kundalini/Virgin (7243 8 40505 2 8)[7].

- Novembre 2014 : CD (jewelcase), Soleil, Kundalini/Parlophone (7243 8406402 0).

- 2 décembre 2016 : LP 180g (pochette ouvrante), Soleil, Parlophone/Warner Music France (190295 993528).

### Éditions étrangères de l’album
- Canada, 1970 : LP, Reprise/Warner Bros (RSC 8005).
- Pays-Bas, 1970 : LP, CBS (S 64293).
- Brésil, 1973 : LP, Som Livre (SSIGI 5017).
- Japon, 1973 : LP, Conte de fées, Epic (ECPM 32).

### Rééditions étrangères de l’album
- Japon, 1979 : LP, Conte de fées, Epic/Sony (25.3P-72).
- Japon, 1990 : CD (jewelcase), Conte de fées, Epic/Sony (ESCA 5187).
- Japon, 2016 : CD (jewelcase), Soleil, Warner/Parlophone (WPCR-17555).

### Reprises de chansons
Tu ressembles à tous ceux qui ont eu du chagrin
- 2000 : Françoise Hardy, CD (jewelcase), Clair-obscur, Virgin (7243 8 492031 9).

- Canada, 28 août 2015, Katie Moore : CD, Fooled By The Fun, Bonsound Records (…).
  - Duo avec Ariane Moffat.

Soleil
- 2006 : Françoise Hardy en duo avec Alain Souchon, CD (jewelcase), (Parenthèses...), Virgin/EMI (0946 3 504022 7).